# Cillei Ulrik

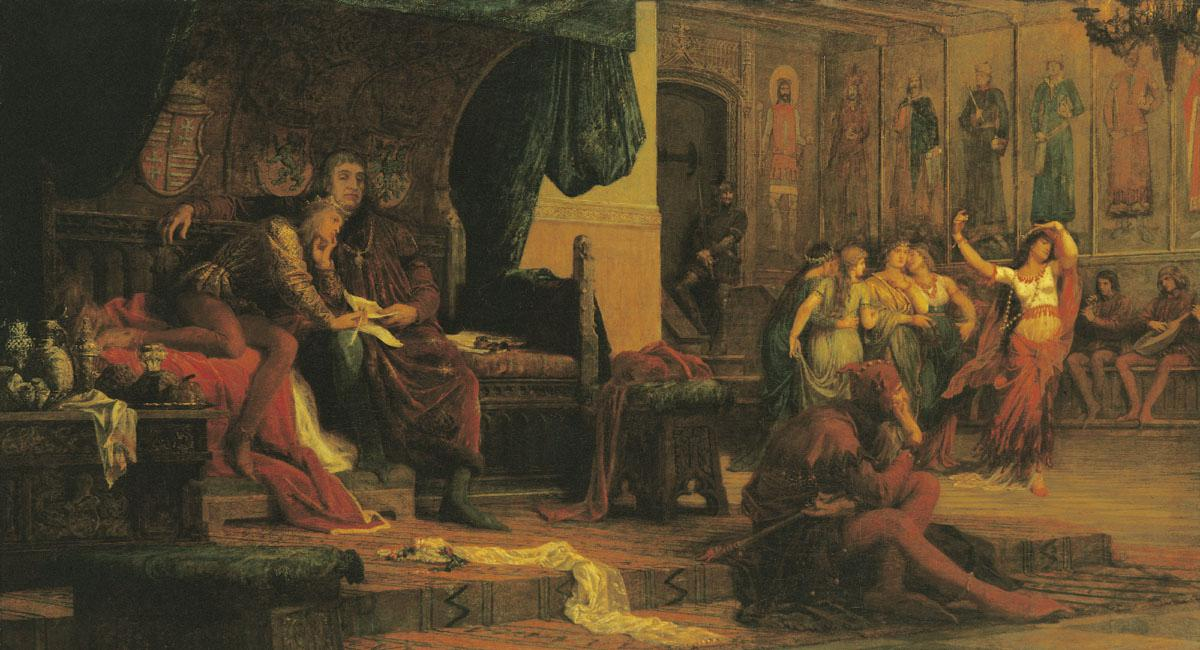
V. László és Cillei Ulrik, Székely Bertalan festménye, 1870.

Cillei Ulrik gróf (1406. február 16. – 1456. november 9.) Cilli (ma Celje) grófja, horvát-szlavón bán, a Boszniai Királyság trónörököse, Cillei Borbála királyné unokaöccse, Luxemburgi Erzsébet magyar királyné elsőfokú unokatestvére, tanácsadója és legfőbb bizalmasa, valamint a férjének, Habsburg Albertnek a csehországi helytartója, majd unokaöccsének, V. Lászlónak a gyámjaként Magyarország helytartója.

## Élete
Apja a Sárkány Lovagrend egyik alapító tagja, Cillei Frigyes, anyja Erzsébet, Frangepán István leánya volt. 1432 körül feleségül vette Brankovics György szerb despota leányát, Katalint, akitől két fia és egy lánya, Cillei Erzsébet született, de egyik gyermekük sem élte túl szüleit.
Albert király alatt cseh helytartó volt. A király halála után az özvegy Erzsébet pártjára állott, aki az ő tanácsára oroztatta el a Szent Koronát. Amikor Erzsébet fiát, V. Lászlót királlyá koronázták, Cillei tartotta a csecsemő feje fölé a koronát. Az ezt követő belharcokban Erzsébet pártján küzdött Vitovec János zsoldosvezér segítségével, a kőszegi békében Ulászlóhoz pártolt, majd a bécsújhelyi békekötés során III. Frigyes császár pártjára állt.
1443-ban igényt tartott a II. Tvrtko bosnyák király halálakor megüresedett trónra, de nem sikerült elnyernie, főleg Hunyadi János miatt, aki nem akarta a hatalmas urat a szomszédos trónon látni. Ezzel kezdődött Cillei gyűlölete a Hunyadi-család irányában. 1452-ben átvette az V. László király feletti gyámságot. A Hunyadiak elleni fondorlatait a többszörös és ünnepélyes kibékülésük dacára is folytatta. 1456-ban a futaki országgyűlésen az ország helytartójává választották, ekkor ismét kibékült a Hunyadiakkal, de titokban továbbra is ellenük dolgozott. Az országgyűlés után a királlyal Nándorfehérvárra indult, ahol Hunyadi László barátai megölték. Vele kihalt a Cillei család.

## Birtokai

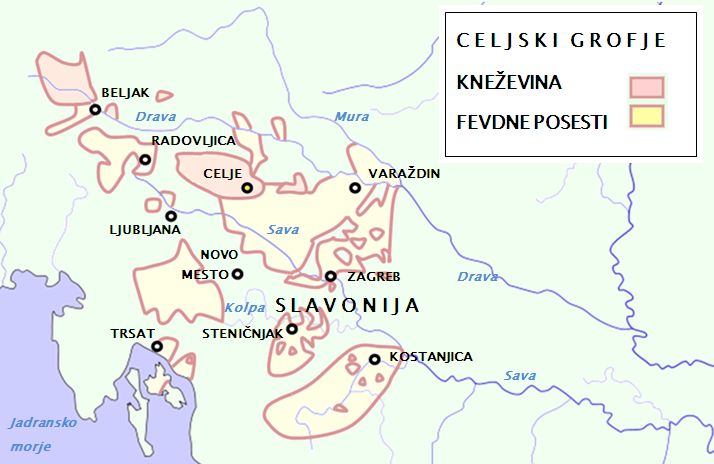
Cillei Ulrik birtokainak hozzávetőleges területe a 15. század közepén, beleértve az egyházi hűbérbirtokokat is; Vitovecz Jánosnak, mint volt huszita katonai vezetőnek nagy érdemei vannak e területek feletti hatalom megszilárdításában.

Halálakor Ulrich 12 város, 30 mezőváros és 125 kastély birtokosa volt: mintegy 20-at Karintiában, Karniolában és Szlavóniában, a többit pedig többnyire Stájerországban. Akkoriban a mai Szlovénia összes kastélyának körülbelül egyharmada volt a tulajdonosa.
Néhány legfontosabb birtokát az alábbiakban soroljuk fel.

### Várak és erődítmények
- Béla Peč vára (Krajna hercegsége, ma Olaszországban)
- Csáktornya vára (Magyar Királyság, ma Horvátországban)
- Celje vára (Celje megye, ma Szlovéniában)
- Đurđevac óvárosa (Szlavónia, ma Horvátországban)
- Hartneidstein vára (Karintia hercegsége, ma Ausztriában)
- Hohenburg (Ortenburg megye, ma Ausztriában)
- Kostel vára (Krajna hercegsége, ma Szlovéniában)
- Krško vára (Széljárás, ma Szlovéniában)
- Landskron vára (Karintia, ma Ausztriában)
- Leskovec-kastély (Windic March, jelenleg Szlovéniában)
- Liemberg-kastély (Karintia, jelenleg Ausztria)
- Lobor (Zagorje megye, jelenleg Horvátországban)
- Lož-kastély (Carniola, jelenleg Szlovénia)
- Medvedgrad (Szlavónia, jelenleg Horvátország)
- Metlika kastély (Metlika megye, jelenleg Szlovénia)
- ortenburgi kastély (Ortenburg megye, jelenleg Ausztria)
- Ojstrica kastély (Celje megye, jelenleg Szlovénia)
- Ortnek-kastély (Carniola, jelenleg Szlovénia)
- Burg Perchtoldsdorf (Ausztria)
- Podsreda (Stájerország, jelenleg Szlovénia)
- Polhov Gradec kastély  (Krajna, ma Szlovéniában)
- Prägrad vára (Karintia, ma Ausztriában)
- Samobor vára (Szlavónia, ma Horvátországban)
- Skrad vára (Horvátország)
- Slovenska Bistrica vára (Stájerország, ma Szlovéniában)
- Smlednik (Krajna, ma Szlovéniában)
- Sommeregg vára (Ortenburg megye, ma Ausztriában)
- Trakošćan vára (Zagorje megye, ma Horvátországban)
- Trsat (Horvátország)
- Veliki Tabor vára (Zagorje megye, ma Horvátországban)
- Weißenegg vára (Karintia, ma Ausztriában)
- Žovnek-kastély (Celje megye, jelenleg Szlovénia)
- Žužemberk (Windic March, jelenleg Szlovéniában)

### Városai és mezövárosai
- Bakar (Horvát Királyság)
- Bardejov (Magyar Királyság, jelenleg Szlovákia)
- Bužim (Szlavónia, Magyar Királyság, jelenleg Bosznia területén)
- Celje (Celje megye, jelenleg Szlovénia)
- Čakovec (Magyarország, jelenleg Horvátország)
- Črnomelj (Metlika megye, jelenleg Szlovénia)
- Dravograd (Karintiai Hercegség, jelenleg Szlovénia)
- Đurđevac (Szlavónia, jelenleg Horvátország)
- Gornji Grad (Celje megye, jelenleg Szlovénia)
- Gradec (Szlavónia, ma Zágráb része, Horvátország)
- Jesenice (Carniola, jelenleg Szlovéniában)
- Kočevje (Kraniolai Hercegség, jelenleg Szlovénia)
- Koprivnica (Szlavónia, jelenleg Horvátország)
- Kassa (Magyarország, jelenleg Szlovákia)
- Krapina (Szlavónia, Zagorje megye, jelenleg Horvátország)
- Krško (Windic March, jelenleg Szlovéniában)
- Krupa (Horvát  Királyság, jelenleg Bosznia területén)
- Laško (Stájerország hercegsége, jelenleg Szlovénia)
- Lepoglava (Zagorje megye, jelenleg Horvátországban)
- Lőcse (Felső-Magyarország, jelenleg Szlovákia)
- Lurnfeld (Ortenburg megye, jelenleg Ausztria)
- Metlika (Metlika megye, jelenleg Szlovénia)
- Millstatt (Ortenburg megye, jelenleg Ausztria)
- Oberdrauburg (Karintia, jelenleg Ausztria)
- Paternion (Ortenburg megye, jelenleg  Ausztriában)
- Považská Bystrica (Felső-Magyarország, jelenleg Szlovákia)
- Radovljica (Carniola, jelenleg Szlovénia)
- Ribnica (Carniola, jelenleg Szlovénia)
- Rogatec (Stájerország, jelenleg Szlovénia)
- Szamobor (Szlavónia, jelenleg Horvátország)
- Slovenska Bistrica (Stájerország, most Szlovéniában)
- Spittal (Karintia, jelenleg Ausztria)
- Steničnjak (Szlavónia, jelenleg Horvátország)
- Šoštanj (Celje megye, jelenleg Szlovénia)
- Trenčin (Felső-Magyarország, jelenleg Szlovákia
- Varassdin (Szlavónia, Zagorje megye, jelenleg Horvátország)
- Vrbovec (Szlavónia, jelenleg Horvátország)
- Vuzenica (Stájerország, jelenleg Szlovénia)
- Žalec (Celje megye, jelenleg Szlovénia)

## A szépirodalomban
- Vörösmarty Mihály: Czillei és a Hunyadiak (dráma, Pest, 1844)[6]